# Тейлорсвілл (Каліфорнія)
Тейлорсвілл (англ. Taylorsville) — переписна місцевість (CDP) в США, в окрузі Плумас штату Каліфорнія. Населення — 123 особи (2020).

## Географія
Тейлорсвілл розташований за координатами 40°3′31″ пн. ш. 120°50′19″ зх. д. / 40.05861° пн. ш. 120.83861° зх. д. (40.058665, -120.838675).  За даними Бюро перепису населення США в 2010 році переписна місцевість мала площу 8,41 км², уся площа — суходіл.

## Демографія
Згідно з переписом 2010 року, у переписній місцевості мешкало 140 осіб у 71 домогосподарстві у складі 37 родин. Густота населення становила 17 осіб/км².  Було 88 помешкань (10/км²).
Расовий склад населення:
| - 93,6 % — білих - 2,1 % — корінних американців |

До двох чи більше рас належало 4,3 %. Частка іспаномовних становила 0,7 % від усіх жителів.
За віковим діапазоном населення розподілялося таким чином: 17,9 % — особи молодші 18 років, 62,8 % — особи у віці 18—64 років, 19,3 % — особи у віці 65 років та старші. Медіана віку мешканця становила 50,3 року. На 100 осіб жіночої статі у переписній місцевості припадало 105,9 чоловіків;  на 100 жінок у віці від 18 років та старших — 105,4 чоловіків також старших 18 років.
Цивільне працевлаштоване населення становило 143 особи. Основні галузі зайнятості: сільське господарство, лісництво, риболовля — 55,2 %, освіта, охорона здоров'я та соціальна допомога — 44,8 %.